# Myrionora
Myrionora is een geslacht van korstmossen dat behoort tot de familie Lecanoraceae. De typesoort is Myrionora albidula.

## Soorten
Volgens Index Fungorum telt het geslacht vijf soorten (peildatum februari 2024):
| Soortnaam                    | Auteur(s)                  | Publicatiejaar |
| ---------------------------- | -------------------------- | -------------- |
| Myrionora albidula           | (Willey) R.C. Harris       | 1988           |
| Myrionora flavopunctata      | (Tønsberg) S.Y. Kondr.     | 2019           |
| Myrionora malcolmii          | (Vězda & Kalb) S.Y. Kondr. | 2019           |
| Myrionora pseudocyphellariae | (Etayo) S. Ekman & Palice  | 2013           |
| Myrionora vacciniicola       | (Tønsberg) S.Y. Kondr.     | 2019           |